# Ronald DeFeo Jr.
Ronald DeFeo Jr., detto Butch (New York, 26 settembre 1951 – Albany, 12 marzo 2021), è stato un criminale statunitense.
Fu processato nel 1974 per l'omicidio di suo padre Ronald, sua madre Louise e i suoi fratelli Dawn, Allison, Marc e John Matthew, presso la casa di Amityville a Long Island.

## Biografia

### Eventi precedenti
Ronald Jr., soprannominato Butch, era il primogenito dei cinque figli di Ronald Joseph DeFeo, di origini italiane, titolare di una concessionaria d'auto che con gli anni portò al successo, e di sua moglie Louise Brigante, una giovane modella, che riuscirono a trasferirsi nel 1965 nella villa di Amityville da un appartamento di Brooklyn. Ronald Sr. venne più volte raffigurato come una figura autoritaria e prepotente, che picchiava spesso i figli e la moglie. Il figlio preferito ma anche il più picchiato era proprio Butch, riguardo al quale nutriva alte aspettative. A scuola il ragazzo, sovrappeso e pensieroso, era vittima di scherzi e umiliazioni da parte dei suoi compagni di classe.
Crescendo, Butch cominciò a litigare quotidianamente con il padre, così come con i suoi pochi amici. La sua famiglia, preoccupata, lo portò da uno psichiatra, ma le visite non ebbero l'esito sperato, dato che Butch negò di avere bisogno di aiuto. I viaggi dal medico si interruppero e i DeFeo "premiarono" il figlio con soldi e regali, tra cui un motoscafo costosissimo, nella speranza di migliorargli l'umore. I problemi del ragazzo continuarono ad aggravarsi, tanto che, a diciassette anni, Butch cominciò ad assumere LSD ed eroina, e fu espulso dalla scuola per la sua violenza ed impulsività dovuta alle continue provocazioni dei compagni.
All'età di diciotto anni, Butch fu assunto come dirigente della concessionaria d'auto di suo padre, con pochissime aspettative. Guadagnava uno stipendio settimanale da suo padre di 1000 dollari, che il ragazzo sperperava in varie discoteche e locali, abusando di alcol e droghe. Cercò più volte di fuggire da casa per sottrarsi alle violenze domestiche, ma ogni volta venne rintracciato dal padre e riportato a casa.
Lo strano comportamento di Butch aumentò con il tempo: una volta minacciò un amico con un fucile dopo una battuta di caccia, per poi comportarsi come se nulla fosse successo. In un'occasione tentò anche di sparare al padre durante una lite tra i suoi genitori, fallendo a causa di un malfunzionamento dell'arma. Ronald, turbato dall'accaduto, circondò la casa di monumenti religiosi e visitò la chiesa con maggiore frequenza. Alle domande dei vicini sul perché lo stesse facendo, lui affermò di avere "il diavolo in casa"; non è chiaro se si riferisse in particolare al figlio o ad altri strani avvenimenti nell'abitazione.
Nel 1974, Butch mise in atto una rapina a mano armata con un amico nella concessionaria di Ronald, in quanto si sentiva frustrato dallo stipendio concessogli, ritenendolo non sufficiente. Dopo la denuncia di Ronald, la polizia interrogò il Butch, il quale reagì in modo estremamente rabbioso. Riuscì a evitare il carcere grazie all'intercessione del padre: quest'ultimo, successivamente, iniziò a nutrire dubbi sul ruolo del figlio nella rapina. Quando provò a parlarne con Butch, il figlio minacciò di ucciderlo.
Pochi giorni prima del delitto, in uno scontro particolarmente acceso, Ronald definì il figlio "demonio" e Butch replicò minacciando di "ammazzare tutti".

### Il massacro
Intorno alle 6:30 del mattino del 13 novembre 1974, Ronald DeFeo Jr. irruppe in un bar della sua città di Amityville, Long Island, New York, chiedendo aiuto e dicendo che qualcuno aveva sparato ai suoi genitori. DeFeo e un gruppo di persone si recarono al 112 Ocean Avenue, non lontano dal bar, e trovarono i coniugi DeFeo senza vita. Un uomo del gruppo, Joe Yeswit, chiamò il dipartimento di polizia di New York, che trovò nella casa tutti e sei i membri della famiglia, morti, ognuno nel proprio letto.
Le vittime erano i genitori di Butch, Ronald DeFeo Sr. (43 anni) e Louise (43 anni), e i suoi quattro fratelli minori: Dawn (18 anni), Allison (13 anni), Marc (12 anni) e John Matthew (9 anni). Tutte le vittime erano state colpite con un fucile calibro 35 Marlin Model 336 intorno alle 3:15 della mattina. I coniugi DeFeo erano stati colpiti due volte, mentre i figli erano stati freddati con un solo colpo. La famiglia DeFeo viveva al 112 Ocean Avenue dal 1965; secondo le prove, Louise e Allison erano sveglie quando sono state uccise. Tutte le vittime sono state trovate sdraiate a faccia in giù sui loro letti.
Butch DeFeo fu portato alla locale stazione di polizia come protezione dopo aver dichiarato agli agenti che i suoi familiari erano stati uccisi da un sicario della mafia di nome Louis Falini. Tuttavia, durante la deposizione di Butch agli agenti, emersero numerose incongruenze; il giorno seguente, fu dimostrato che Falini aveva un alibi che lo collocava fuori dallo Stato al momento del delitto e Butch confessò gli omicidi. DeFeo affermò: "Una volta iniziato, non sono proprio riuscito a fermarmi. È stato tutto molto veloce". Ammise di aver fatto un bagno e di essersi cambiato, indicando la posizione di prove essenziali come i vestiti macchiati di sangue, il fucile usato per uccidere i familiari e le cartucce, che aveva nascosto prima di andare a lavorare come al solito.

### Il processo e la morte
Il processo per Ronald DeFeo Jr. cominciò il 14 ottobre 1975. Il suo avvocato William Weber tentò una difesa per infermità mentale, confermata dalle affermazioni di DeFeo che dichiarò di aver ucciso la propria famiglia spinto da alcune voci nella propria testa. L'infermità fu supportata dallo psichiatra della difesa, il dr. Daniel Schwartz. Lo psichiatra dell'accusa, il dr. Harold Zolan, confermò che DeFeo soffriva di disordini da personalità asociale ed era dipendente dall'uso di eroina e LSD, ma affermò che il giovane era perfettamente conscio delle proprie azioni nel momento degli omicidi.
Il 21 novembre 1975 DeFeo fu giudicato colpevole dei sei omicidi e condannato il successivo 4 dicembre a 25 anni di carcere per ogni omicidio commesso, per un totale di 150 anni da scontare presso il Green Haven Correctional Facility a Beekman. Morì il 12 marzo 2021 ad Albany all'età di 69 anni per cause sconosciute.

## Controversie intorno al caso
Tutte le sei vittime furono rinvenute a pancia in giù nel proprio letto. I loro corpi erano privi di segni da strangolamento, né furono rinvenute tracce di sedativi. Si speculò tuttavia che qualcuno avrebbe dovuto svegliarsi dopo aver sentito gli spari del fucile. Neppure i vicini riportarono di aver udito rumore dalla casa dei DeFeo. La polizia confermò che le vittime erano addormentate al momento dell'omicidio, e che al fucile non era stato posto alcun silenziatore. La polizia e i medici legali che per primi si trovarono sulla scena del crimine rimasero perplessi di fronte alla velocità dell'azione e considerarono la possibilità che l'omicida avesse agito con l'aiuto di qualcuno. DeFeo diede diverse versioni di come aveva portato a termine il crimine, ma tutte si dimostrarono incongruenti.
Il 30 novembre 2000, Ronald DeFeo incontrò Ric Osuna, l'autore del libro The Night the DeFeos Died che venne pubblicato nel 2002. Secondo Osuna, DeFeo dichiarò di aver commesso gli omicidi "per disperazione", aiutato da sua sorella Dawn. DeFeo disse che dopo una violenta lite con il padre, lui e Dawn pianificarono di uccidere i genitori. Secondo il racconto di Ronald, Dawn uccise il padre, ma venne poi uccisa dalla madre, la quale si recò poi ad uccidere gli altri figli prima di togliersi la vita con un colpo di fucile. Tuttavia questa versione dei fatti appare subito impossibile in quanto, secondo i responsi della polizia, misteriosamente la signora DeFeo (così come tutti gli altri membri della famiglia) non si accorse affatto della morte del marito.
Ronald DeFeo Jr. aveva un rapporto conflittuale con il padre, ma il perché fu uccisa l'intera famiglia rimane un mistero. Un'altra ipotesi su cui si è cercato di indagare è stata la possibilità di DeFeo Jr. di ricevere l'assicurazione sulla vita dei propri genitori.
Joe Nickell ha fatto notare che, vista la frequenza con la quale Ronald DeFeo Jr. ha cambiato la propria versione della storia nel corso degli anni, ogni nuova affermazione sugli eventi della notte del 13 novembre, va considerata con estrema cautela. In una lettera ad un programma radiofonico, condotto da Lou Gentile, DeFeo ha negato di aver dato a Ric Osuna informazioni che avrebbe potuto usare nel suo libro.

## Nella cultura di massa
Il romanzo di Jay Anson Orrore ad Amityville (The Amityville Horror) fu pubblicato nel settembre 1977. Il libro è basato sul periodo di 28 giorni, dal dicembre 1975 al gennaio 1976, in cui George e Kathy Lutz vissero al 112 Ocean Avenue. I coniugi Lutz abbandonarono la casa, dichiarando di essere stati terrorizzati dai fenomeni paranormali a cui avevano assistito.
Il film del 1982 Amityville Possession fu basato sul libro Murder in Amityville, del parapsicologo Hans Holzer. Si tratta di un prequel di The Amityville Horror, e vede protagonista l'immaginaria famiglia Montelli, chiaramente ispirata alla famiglia DeFeo. La storia introduce temi speculativi e controversi, compresa una relazione incestuosa fra il giovane Sonny Montelli e sua sorella, personaggi ispirati a Ronald DeFeo Jr. e Dawn DeFeo.
La versione hollywoodiana del film contiene numerose inesattezze sulla vicenda dei DeFeo. Il remake del 2005 inventa il fantasma della sorellina, Jodie DeFeo; vi si afferma inoltre che Ronald DeFeo Jr. fu influenzato dagli spiriti dei Nativi Americani che si trovavano nel cimitero sul quale venne edificata la casa al 112 Ocean Avenue. Gli storici locali e gli attuali capi dei nativi hanno fatto sapere che non esistono sufficienti prove per supportare una tale speculazione.
La versione del film del 1982 ma, soprattutto quella del 2005, inoltre, esagerano sull'isolamento della casa rispetto al vicinato. Nella realtà, la casa 112 Ocean Avenue è una normale villetta che dista poche decine di metri dalle altre abitazioni.
Oltre ai film citati, le gesta criminose di DeFeo hanno dato il via ad un vero e proprio franchise fatto da numerosi film, tutti ambientati presso la sua casa ad Amityville e incentrati su un'ipotetica presenza diabolica nella casa ma generalmente incentrati su vicende e personaggi completamente di fantasia, non legati in alcun modo alla famiglia DeFeo.